# Niets tussen
Niets tussen is een lied van de Nederlandse zangeres Froukje. Het werd in 2021 als single uitgebracht en stond in 2022 als vierde track op de ep Uitzinnig.

## Achtergrond
Niets tussen is geschreven door Froukje Veenstra en Jens van der Meij en geproduceerd door Van der Meij. Het is een lied uit de genres indiepop en electropop. In het lied zingt de zangeres over een vrouw die haar "saaie" leven (ze beschrijft hiermee onder meer de toen lopende lockdown tijdens de coronapandemie) meer spanning geeft. Ze is met de dame en op een gegeven moment kust die haar. Hierna vraagt de zangeres zichzelf af dat het niet erg is dat ze nu constant aan haar denk en met haar wil zijn en dat ze zich niet schuldig moet voelen dat ze niet met haar carrière en toekomst bezig is.
In de videoclip is de zangeres te zien in een uitvaartcentrum. Hier komt een andere vrouw (gespeeld door actrice Damaris de Jong) op een gegeven moment op haar af en beginnen ze te zoenen. Froukje verklaarde dat er voor deze setting was gekozen omdat zij de intentie hadden om een zo "a-romantische arena" te maken. Hierdoor is de nadruk op de kus dan nog duidelijker. De zangeres vertelde over het idee achter de setting het volgende: "[De locatie] symboliseert voor mij de anonimiteit en de dagelijkse sleur, en daarbinnen dat ene romantische moment."
Het lied was aan het einde van de week van Pride Amsterdam van 2021 uitgebracht. Hierdoor werd er door fans en luisteraars gedacht dat het lied was gemaakt als statement. Hierop reageerde de zangeres dat het lied niet over het lesbisch of biseksueel zijn ging, maar over liefde an sich. Ze deed vervolgens de oproep om dat ook deze vormen van liefde gewoon liefde zijn en dat dat genormaliseerd moet worden.
Het lied werd in de verkiezing van Song van het jaar van 3voor12 in 2021 vijfde. Twee andere nummers van de zangeres eindigden hoger. Onbezonnen werd vierde en Ik wil dansen eindigde zelfs bovenaan. Het was de eerste keer in de historie van de verkiezing dat drie nummers van dezelfde artiest in de top vijf te vinden waren.
Op de B-kant van de single was een instrumentale versie van het nummer te vinden. De single heeft in Nederland de gouden status.

## Hitnoteringen
De zangeres had bescheiden succes met het lied in de Nederlandse hitlijsten. Het piekte op de honderdste plaats van de Single Top 100 en stond één week in deze hitlijst. De Top 40 werd niet bereikt; het lied bleef steken op de twintigste plaats van de Tipparade.

### NPO Radio 2 Top 2000
| Nummer met noteringen in de NPO Radio 2 Top 2000 | '22 | '23 | '24  |
| ------------------------------------------------ | --- | --- | ---- |
| Niets tussen                                     | 901 | 959 | 1034 |

1. ↑  Een vetgedrukt getal geeft de hoogste notering aan.
2. ↑  2022 was het eerste jaar met een notering voor dit nummer.